# 黄甲街道
黄甲街道，是中华人民共和国四川省成都市双流区下辖的一个乡镇级行政单位。原为黄甲镇，2012年4月，撤镇设街道。

## 行政区划
黄甲街道下辖以下地区：
双华社区、檬子社区、王家场社区、长埂社区、文庙社区、一里坡社区和八角社区。

## 特产
黄甲麻羊：中国地理标志产品。